# فيل وودز
فيل وودز (بالإنجليزية: Phil Woods)‏ هو ملحن أمريكي، ولد في 2 نوفمبر 1931 في سبرينغفيلد في الولايات المتحدة، وتوفي في 29 سبتمبر 2015 في سترودسبورغ في الولايات المتحدة بسبب نفاخ رئوي.

## وصلات خارجية
- الموقع الرسمي
- فيل وودز على موقع IMDb (الإنجليزية)
- فيل وودز على موقع ميوزك برينز (الإنجليزية)
- فيل وودز على موقع أول ميوزيك (الإنجليزية)
- فيل وودز على موقع ديسكوغز (الإنجليزية)